# D’Aguilar-Nationalpark
Der D’Aguilar-Nationalpark (engl.: D’Aguilar National Park) ist ein Nationalpark im Südosten des australischen Bundesstaates Queensland.

## Lage
Er liegt 31 Kilometer nordwestlich von Brisbane.
Der Park besteht aus zwei getrennten Teilen. Der südliche Teil umfasst den ehemaligen Brisbane Forest Park, der in der südlichen D’Aguilar Range, östlich des Lake Wivenhoe und des Lake Somerset, liegt. Der nördliche Teil besteht aus ehemaligen staatlichen Schutzgebieten um den Mount Mee, westlich von Caboolture.

## Geschichte
Der erste Nationalpark in der D’Aguilar Range wurde bereits 1930 gegründet und hieß Maiala-Nationalpark. Er wurde von einer Freiwilligengruppe namens Brisbane National & Recreation Park Committee etabliert. Das Gebiet um den Mount Nebo hieß Manorina-Nationalpark. 1973 begann man darüber nachzudenken, den Park auf das gesamte Gebiet zwischen Mount Coot-tha im Osten und Mount Nebo im Westen zu erweitern. Nach etlichen Schwierigkeiten und Widerständen erklärte 1977 das Parlament von Queensland eine Fläche von 25.000 Hektar zum State Park.
Seit 1938 gab es bereits um den Mount Mee in der nördlichen D’Aguilar Range etliche kleinere staatliche Schutzgebiete – Mount Mee State Forest and Forest Reserve – von insgesamt 11.000 ha Fläche.
2009 entstand aus diesen Gebieten der D’Aguilar-Nationalpark.

## Flora
In beiden Teilen des Nationalparks findet man Eukalyptuswald und subtropischen Regenwald. Im nördlichen Teil sind auch Pflanzungen von Neuguinea-Araukarien zu sehen.

## Einrichtungen
Im Park gibt es viele Wanderwege und ein Besucherzentrum (Walkabout Creek Wildlife Centre) an der Mount Nebo Road. Letzteres beinhaltet einen Zoo mit Volieren, Aquarien und Gehegen für die im Nationalpark vorkommenden Tiere.